# Las siete lunas de Maali Almeida
Las siete lunas de Maali Almeida es una novela de 2022 del autor de Sri Lanka Shehan Karunatilaka. Ganó el Premio Booker 2022, el anuncio se realizó en una ceremonia en Roundhouse en Londres el 17 de octubre de 2022. Las siete lunas de Maali Almeida fue publicada el 4 de agosto de 2022 por la pequeña editorial independiente londinense Sort of Books (ISBN 978-1908745903 ). Una versión anterior, no revisada, se publicó originalmente en el subcontinente indio como Chats with the Dead en 2020.

## Resumen
La novela está ambientada en Sri Lanka en la década de 1980 y está escrita en segunda persona. El personaje central, Maali Almeida, es un fotógrafo muerto que se propone resolver el misterio de su propia muerte y se le da para ello una semana ("siete lunas") durante la cual puede viajar entre el más allá y el mundo real. En ese lapso, espera recuperar un conjunto de fotografías, guardadas debajo de una cama, y persuadir a sus amigos para que las compartan ampliamente para exponer las brutalidades de la Guerra civil de Sri Lanka.

## Antecedentes y publicación
Karunatilaka escribió su segunda novela en varias versiones con diferentes títulos. Cuando el primer borrador fue preseleccionado para el Premio Gratiaen en 2015, se tituló Devil Dance.  Fue publicada originalmente en el subcontinente indio como Chats with the Dead en 2020 por el sello Hamish Hamilton de Penguin India. Karunatilaka luchó por encontrar un editor internacional para el libro porque la mayoría consideraba que la política de Sri Lanka era "esotérica y confusa" y muchos sentían que "la mitología y la construcción del mundo eran impenetrables y difíciles para los lectores occidentales". La editorial británica independiente Sort of Books acordó publicar la novela después de editarla para "hacerla familiar a los lectores occidentales". Karunatilaka revisó el trabajo durante dos años debido a que su publicación se retrasó por la pandemia de COVID-19. Ha comentado: "Yo diría que es el mismo libro, pero se beneficia de dos años de ajuste y es mucho más accesible. Es un poco confuso tener el mismo libro con dos títulos diferentes, pero creo que el movimiento  final es que Las Siete Lunas de Maali Almeida se convierta en el título y el texto definitivos." 

## Recepción
Las Siete Lunas de Maali Almeida ganaron el Premio Booker 2022, anunciado en una ceremonia en The Roundhouse en Londres el 17 de octubre de 2022, el premio fue entregado al autor por la reina Camila. Los jueces, el panel compuesto por Neil MacGregor (presidente), Shahidha Bari, Helen Castor, M. John Harrison y Alain Mabanckou, dijeron que la novela "burbujea con energía, imágenes e ideas frente a una visión amplia y surrealista de las guerras civiles de Sri Lanka. furiosamente cómica." 

### Recepción
Las siete lunas de Maali Almeida fueron caracterizadas por Charlie Connelly en The New European como "en parte historia de fantasmas, en parte novela policíaca, en parte sátira política... un libro maravilloso sobre Sri Lanka, la amistad, el dolor y el más allá". El veredicto del Sydney Morning Herald fue: "Original, sensacional, imaginativa, política, misteriosa, romántica: es obvio por qué esta novela ganó el premio... Tiene el poder sombrío de El archipiélago Gulag de Solzhenitsyn. Y a diferencia de ese gran libro es implacable y sorprendentemente divertido".
La reseña de Randy Boyagoda en The New York Times dijo que la novela "ofrece una combinación muy aceptable de desafíos, disfrutes y validaciones literario-político-ético a sus lectores, incluido un sentido de actualidad". Literary Review observó: "Ingeniosa, inventiva y conmovedora, la prosa de Karunatilaka está gloriosamente libre de clichés y, a pesar del aparente cinismo de su narrador sabelotodo, este es un libro profundamente moral que evita la simple moralización de tanta ficción contemporánea. " 
Al describir la novela como "brillante", la reseña de TLS continuó: "Es confusa y caótica en todos los mejores sentidos. También es un placer leerla: Karunatilaka escribe con un ingenio seco y un oído inquebrantable para las cadencias de la prosa".  El crítico del Financial Times concluyó: " Las siete lunas de Maali Almeida es una novela ambiciosa, de alcance épico (que mezcla tropos de thrillers, ficción policial y realismo mágico) y una poderosa evocación del brutal pasado de Sri Lanka".